# Petkovce
Petkovce (ungarisch Petkes – bis 1907 Petkóc) ist eine Gemeinde im Osten der Slowakei mit 133 Einwohnern (Stand 31. Dezember 2024), die im Okres Vranov nad Topľou, einem Teil des Prešovský kraj, liegt.

## Geographie
Die Gemeinde befindet sich am Übergang von den Niederen Beskiden in das Ostslowakische Tiefland, am Zusammenfluss der Bäche Petkovský jarok und Petkovský potok im Einzugsgebiet der Topľa. Das Ortszentrum liegt auf einer Höhe von 221 m n.m. und ist 12 Kilometer von Hanušovce nad Topľou sowie 19 Kilometer von Vranov nad Topľou entfernt.
Nachbargemeinden sind Skrabské im Westen, Nordwesten und Norden, Michalok im Osten und Vyšný Žipov im Süden.

## Geschichte
Petkovce wurde zum ersten Mal 1363 als Peturuagasa schriftlich erwähnt, weitere historische Bezeichnungen sind unter anderen Pethkes (1474) und Peťkowcž (1808). Das Dorf lag zuerst in der Herrschaft der Burg Čičava, ab Mitte des 16. Jahrhunderts war es Besitz des Geschlechts Drugeth und im 18. Jahrhundert der Familie Keczer. 1493 standen sechs Ansiedlungen in Petkovce, 1787 hatte die Ortschaft 26 Häuser und 193 Einwohner, 1823 zählte man 29 Häuser und 216 Einwohner, die als Fuhrleute und Holzfäller tätig waren. Die Einwohner nahmen am Ostslowakischen Bauernaufstand von 1831 teil.
Bis 1918 gehörte der im Komitat Semplin liegende Ort zum Königreich Ungarn und kam danach zur Tschechoslowakei beziehungsweise heute Slowakei. In der Zeit der ersten tschechoslowakischen Republik waren die Einwohner als Fuhrleute, Landwirte und Waldarbeiter beschäftigt. Nach dem Zweiten Weltkrieg pendelte ein Teil der Einwohner zur Arbeit in Industriebetriebe in Vranov nad Topľou, Strážske, Prešov, Veľký Šariš und Bystré, die Landwirte waren privat organisiert.
Am 5. August 2021 wurde Petkovce von einem Tornado mit geschätzter Stärke F2 heimgesucht, der mehrere Häuser, Bäume und elektrische Leitungen beschädigte.

## Bevölkerung
| Jahr                | 1994 | 2004    | 2014 | 2024    |
| ------------------- | ---- | ------- | ---- | ------- |
| Anzahl der Personen | 148  | 147     | 147  | 133     |
| Unterschied         |      | −0,67 % | +0 % | −9,52 % |

| Jahr                | 2023 | 2024    |
| ------------------- | ---- | ------- |
| Anzahl der Personen | 135  | 133     |
| Unterschied         |      | −1,48 % |

Nach der Volkszählung 2011 wohnten in Petkovce 152 Einwohner, davon 149 Slowaken und ein Russine. Zwei Einwohner machten keine Angabe zur Ethnie.
97 Einwohner bekannten sich zur griechisch-katholischen Kirche, 50 Einwohner zur römisch-katholischen Kirche und zwei Einwohner zur Evangelischen Kirche A. B. Ein Einwohner war konfessionslos und bei zwei Einwohnern wurde die Konfession nicht ermittelt.

## Bauwerke und Denkmäler
- griechisch-katholische Cosmas-und-Damian-Kirche im Barockstil, gegen 1700 errichtet und 1927 umgebaut[7]

## Verkehr
Nach Petkovce führt nur die Cesta III. triedy 3609 („Straße 3. Ordnung“) von Vyšný Žipov heraus. Der nächste Bahnanschluss ist in Čierne nad Topľou an der Bahnstrecke Strážske–Prešov.